# Styrax glaber
Styrax glaber är en storaxväxtart som beskrevs av Olof Swartz. Styrax glaber ingår i släktet Styrax och familjen storaxväxter. Utöver nominatformen finns också underarten S. g. micranthus.